# (25143) Itokawa
(25143) Itokawa és un asteroide Apol·lo que, a més, també creua l'òrbita de Mart. Entre els mesos de setembre i novembre de 2005, va ser objecte d'estudi per part de la sonda espacial japonesa Hayabusa.

## Descobriment
Va ser descobert el 1998 pel projecte LINEAR i se li va donar la designació provisional 1998 SF36. L'any 2000 va ser seleccionat per a ser l'objectiu de la missió espacial no tripulada Hayabusa de l'Agència Espacial Japonesa (JAXA). Poc després va rebre oficialment el nom "Itokawa" en honor de Hideo Itokawa, un científic aeroespacial japonès.

## Característiques físiques
Itokawa és un asteroide compost principalment per roca i metalls classificat, per tant, com un asteroide de tipus S. L'Observatori Goldstone en va obtenir imatges de radar, revelant una forma allargada que ha estat confirmada per la sonda Hayabusa. La Hayabusa va mesurar-ne la longitud, obtenint un valor de 535 m al llarg del seu eix major. El seu període de rotació és de poc més de 12 hores.
Les imatges d'Itokawa preses per la Hayabusa, des d'una distància de vint quilòmetres, mostren una sorprenent absència de cràters i una superfície rugosa coberta de roques. Aquestes imatges, juntament amb la relativament baixa densitat (1,9 g/cm³), l'alta porositat (~40%) i la seva forma de «patata» fan que se'l consideri un cos de tipus rubble-pile ("pila de runa"). És a dir que l'asteroide en si no és una única i enorme roca sinó un munt de petites pedres que van des de la mida d'un gra de sorra fins a 50 m de diàmetre. Els científics creuen que un asteroide anterior es va trencar a conseqüència d'una col·lisió i que després alguns dels fragments es van tornar a ajuntar formant la pila de runa actual.
A més, algunes regions de la superfície són fines com un desert de sorra mentre que d'altres són rugoses. Això indica que el material de la superfície està poc cohesionat i es desplaça d'una regió a una altra canviant l'aparença superficial de l'asteroide.

## La recollida de mostres
La sonda Hayabusa va arribar a una òrbita pròxima a Itokawa el 12 de setembre de 2005, situant-se primer a 20 km i després a 7 km de l'asteroide. Els dies 20 i 26 de novembre va intentar recollir mostres de la superfície però l'aparell dissenyat per a la recollida va fallar. Tot i això, és possible que durant l'aproximació de la sonda a l'asteroide algunes partícules de pols haguessin entrat al recipient de recollida de mostres. En cas que així fos, aquestes serien les primeres mostres d'un asteroide que s'han obtingut mai i els científics esperen la tornada de la Hayabusa a la Terra (prevista per al 2010) per a poder-les estudiar.